# レッド・スペシャル
レッド・スペシャル (Red Special) は、イギリス人ロック・ギタリスト、ブライアン・メイが1960年代初期に父親のハロルド・メイと共同製作したエレクトリック・ギターである。
ブライアンがデビュー時から使用している主力機器であり、ピックアップの直列接続や位相切り替えスイッチなど、一般的なエレクトリック・ギターとは大きく異なる仕様を持つ。七色の音が出せる唯一無二のギターとして知名度も高く、コピーモデルも製造されている。

## 概要
このギターの製作に費やされた期間は約2年間である。作業を始めた1963年8月、ブライアンと父ハロルドは、週末などの閑暇を製作に充てた。
ボディにはランバーコア（ブロックボード）と、家具として使用していたホワイトオークの机を用い、ネックにはブライアンの友人宅で廃棄予定だった、100年以上昔の暖炉に使われていたマホガニーなどの古材が使われている。
作業のために新たに購入したものはペグくらいで、ピックアップも完全なオリジナル製の個体を搭載した（現在はバーンズ・トライソニック製。当時の写真や設計資料が現存する）。
ピックアップについては、本人が巻き直したとする記述もあるが、実際はハウリング防止のために、内部をアラルダイトで充填したのみで、コイルは巻き直していない。
ブライアンは、今日においても、必要に応じてレッド・スペシャルに様々な改良やメンテナンスを施している。

## 音色
ジョン・ディーコンが製作した「ディーキーアンプ」と組み合わせることで、ヴァイオリンなど、数種の楽器に似た音色が出せる。意図するハーモニーを多重録音することで、シンセサイザーのような音を出せるため、初期のクイーンのアルバムには「No Synthesizers」という注意書きが記載されていた。
ボディの色はワインレッドだが、『ウィ・ウィル・ロック・ユー』のミュージック・ビデオでは色が着いていないナチュラル・カラーのレプリカを使用している（ジョン・バーチの製品。後述）。
一見ソリッドギターのようだが、ボディの左右に大きな座刳りがあり、フィードバック奏法がしやすくなっている。ブライアンはインタビューで「フィードバックさせることを目的にギターを作ったのは世界で初めてではないか」と語っている。
このセミ・ホロー・ボディ構造と超ディープ・ジョイント（ネック部分がブリッジ・ピックアップとミドル・ピックアップの間に接続されている）された極太のネック、約150年程昔の古材などのコンビネーションが醸し出す音色は非常にユニークな響きを持つ。
さらに、ピックとしてイギリスの6ペンス硬貨を用いることで、唯一無二のサウンドが得られる。なお、ネックが極太タイプになっているのは、ネック成形の際に、約6㎜の指板の厚みを計算に入れ忘れてしまったためである。
完成時はファズ回路を装備していたが、のちに取り外された。スイッチ用の穴をふさぐために、ピックガードに70年代頃まで赤いシールを、後年は黒いテープを貼っていたが、現在は貝殻のインレイで埋められている。
3個あるピックアップには、それぞれにオン・オフ・スイッチと、プラスとマイナスを入れ換える位相（フェイズ）スイッチがあり、3個ともシリーズ配線がされている（通常はパラレル配線）。その理由について、ブライアンは「当時一般的なギターがパラレル配線とは知らず、様々なピックアップの接続法を試した結果、シリーズ配線の方が音が良かったから」と語っている。
現在搭載しているバーンズ・トライソニックのピックアップについて「シングルコイルとハムバッキングの中間のパワーを持つ」と書かれる事が多いが、実際このピックアップのインピーダンスは7Ω程度と通常のシングルコイルと同程度である。しかし、ブライアンは「リアとセンターピックアップの正相直列接続」を基本セッティングとして、頻繁に（本人曰く全体の85パーセント程）使用しており、擬似的なハムバッキング状態のため、シングルコイルにもかかわらず、ハムバッキングの様なパワーと周波数特性を持つ事になった。
制作当時はまだ珍しかった24フレットのネックに24インチのショートスケール、アーミングによるチューニングの狂いを少なくするためのローラーブリッジと0フレットを採用している点も、ブライアンのセンスと演奏の利便性を追求した結果である。

## コピーモデル
クイーンの活動でブライアンが有名になるにつれて、世界各地でコピーモデルの生産も行われるようになった。
非公認モデルとして、グレコ、Kid'sギター、RS Guitarsなどが多数のコピーモデルを製造した。そのうち、1976年に発売されたグレコの「BM-900」はブライアンに贈られ、『懐かしのラヴァー・ボーイ』のミュージック・ビデオで使用された。
ブライアンは、1980年代初頭までジョン・バーチが製作したナチュラル・フィニッシュのコピーモデルをサブとして使用していたが、本人監修での製造は1983年から3年間ほどで打ち切られた。
公認モデルでは、イギリスの楽器メーカー、バーンズが2001年から製造していた本人公認のコピー・モデルがあり、2006年から『Brian May Guitars』という自身の名前を冠したブランドがバーンズの生産を契約ごとに引き継ぎ、現在も廉価モデルとして販売継続している（本人仕様に近い高額モデルもある）。
レアな非公認レプリカとしては、THE ALFEE（彼らもQueenの影響を少なからず受けたグループである）の高見沢俊彦が、バーンズ製の他に、ESP製コピーモデル（ただしボディカラーはオフホワイトに、ブリッジはフロイド・ローズ）を所有し、クイーンの曲を演奏する際などに使用している。
神奈川県逗子市にあるギター工房・ケイズ・ギターワークス代表の伊集院香崇尊も公認モデルを数種類販売している。伊集院はレッド・スペシャルを世界で初めて修復したグレッグ・フライヤーを通してブライアンの認可を得ており、レッド・スペシャルを作ることを目的として、2001年にギター工房を立ち上げ、2005年にグレッグ・フライヤーと最初の本人公認モデルの共同開発を行った。